# 法蘭克·卡普拉
法蘭克·羅素·卡普拉（英語：Frank Russell Capra，1897年5月18日—1991年9月3日），義大利裔美國導演。法蘭克·卡普拉一共得到奧斯卡最佳導演獎達3次，加上提名達6次；奧斯卡最佳影片獎2次，加上提名達6次，以及奧斯卡最佳紀錄片獎1次。他是僅次於約翰·福特，史上奧斯卡最佳導演獎得獎第二多的導演。他有「好萊塢最偉大的義大利人」之稱，被認為是美國夢實現的代表人物之一。

## 生平
法蘭克·卡普拉1897年出生於義大利西西里島，原名法蘭西斯科·羅沙里奧·卡普拉。1903年隨家人移民來到美國洛杉磯，父親是一名果農。他自幼家境清寒，當過送報童、也在學校的門房、洗衣間打工來完成學業。卡普拉就讀洛杉磯知名的中學Manual Arts High School；大學進入加州理工學院化工系。儘管在頂尖理工學府，卡普拉还是開始愛上了文學、詩歌及戲劇、並開始寫詩，必須半工半讀的他仍然以優異的學業成績得過獎學金。
1918年卡普拉大學畢業，於第一次世界大戰時從軍。1920年入美國國籍、並改原名為英語版本的法蘭克·羅素·卡普拉。他在軍中擔任砲兵的數學與彈道學教官，軍銜至少尉。一次大戰後期，因為感染在全世界造成數千萬人死亡的西班牙型流行性感冒而提前退伍。卡普拉其後的興趣卻轉向電影，加州理工學院畢業的他在哥倫比亞電影公司從學徒、道具員、剪輯師、助理導演、編劇、最後成為名導演。
法蘭克·卡普拉的作品洞察人性與世態，卻又風趣、親切、勵志而不說教，並且帶有當代脫線喜劇 （也称：乖僻喜剧）些許誇張的特徵。他總是展現人道精神、稱頌無私及勤勉的價值、對人性的光明面持樂觀肯定態度。因此卡普拉的作品情節可以歷經轉折，不過都是圓滿結局收場。
許多後來成為一代巨星的演員，他們早年的事業起飛，都是由於跟法蘭克·卡普拉合作。包括：克拉克·蓋博、克勞黛·考爾白（主演《一夜風流》）、加里·格蘭特（主演《毒藥與老婦》）、加里·库珀（主演《富貴浮雲》、《風雲人物》）、芭芭拉·斯坦威克（主演《阎将军的苦茶》、《風雲人物》）、詹姆斯·斯图尔特（主演《浮生若夢》、《史密斯先生到华盛顿》、《生活多美好》）。其他合作過的知名演員包括斯宾塞·屈塞、凱瑟琳·赫本、平·克勞斯貝、貝蒂·戴維斯、愛德華·羅賓遜、弗兰克·辛纳特拉等。
其1934年的作品《一夜風流》，是第一部一舉拿下奧斯卡五個最重要獎项的电影：最佳影片、最佳導演、最佳男主角、最佳女主角、最佳改編劇本，被認為是早期脫線喜劇最重要的作品之一。《消失的地平線》获2项奧斯卡獎及7项提名。《富贵浮云》获1项奧斯卡獎及4项提名。《史密斯先生到华盛顿》获1项奧斯卡獎及11项提名。《浮生若夢》获2项奧斯卡獎及7项提名。
第二次世界大戰期間，美國陸軍參謀長喬治·馬歇爾親自委任通訊兵預備役卡普拉少校，拍攝戰爭紀錄片：《我們為何而戰》系列（Why We Fight），以對抗來自納粹德國的心理作戰。全系列包括《戰爭序幕》(1942年)（Prelude to War）、《不列顛之役》(1943年)（The Battle of Britain）、《分而治之》(1943年)（Divide and Conquer）、《苏联战场》(1943年)（The Battle of Russia）、《中國之抗战》(1944年)（The Battle of China）、《突尼斯的勝利》(1945年)（Tunisian Victory）、《你在德国的话》(短片，1945年)（Your Job in Germany）、《这里是德国》(1945年)（Here Is Germany）、《納粹的入侵》(1942年)（The Nazis Strike）、《两下一走》(1945年)（Two Down and One to Go）、《美國的参战》(1945年)（War Comes to America）、《认识你的敵人日本》(1945年)（Know Your Enemy Japan）。這些紀錄片在美國及其他同盟國如英國、蘇聯等地上映。其中《戰爭序幕》得到1942年奧斯卡最佳紀錄片獎。卡普拉戰後獲頒陆军杰出服役勋章（Distinguished Service Medal，美國陸軍第三高榮譽，美軍非戰鬥人員所能得到的最高榮譽），以上校階退役。
《生活多美好》被公认为卡普拉的重要代表作，由詹姆斯·斯图尔特饰演的George Bailey，被視為一種平民英雄的典型。這部1946年的影片，至今在美國及其他英語國家，仍是聖誕節必看經典之一，在電視、影院一再重播。1977年，被翻拍成电视电影《圣诞情缘》（It Happened One Christmas），片名戏仿《一夜风流》（It Happened One Night）。1985年，當詹姆斯·斯图尔特荣获奧斯卡終身成就獎時，曾對當時還在世的卡普拉，表达感謝他「慷慨、睿智的指引」。1991年，冷戰結束，蘇聯解體；1992年，在鲍里斯·叶利钦總統的首肯下，《生活多美好》被選定於東正教的聖誕節（1月7日）播出，系第一部在俄罗斯播放的美國電影。
法蘭克·卡普拉在1952年以後逐漸淡出影壇，與妻子定居在加州一處農場。此後他比較重要的活動包括：協同加州理工學院為美國國防部研究心理作戰的計畫；以及應貝爾實驗室之邀，製作一系列科學普及電視電影，在美國各級學校均廣受歡迎，內容涵蓋天文學、氣象學、生命科學等領域。1959年及1961年，卡普拉又發表生平最後兩部作品《合家歡》、《錦囊妙計》仍然得到商業上的成功、兩次提名美國導演工會最佳導演獎、並得到美國導演工會終身成就獎；其中《合家歡》由主角弗兰克·辛纳特拉唱紅了主題曲，成為英語流行歌的經典。1971年，他出版自傳《法蘭克·卡普拉，片名前的名字》（Frank Capra, The Name Above The Title）。
1982年，美國電影學會推出電視電影《法蘭克·卡普拉》，由詹姆斯·斯图尔特主持，貝蒂·戴維斯、克勞黛·考爾白、查尔顿·赫斯顿、鮑勃·霍普、傑克·萊蒙、史蒂夫·馬丁在片中向其致敬。卡普拉本人與他的妻子、兒子、孫子也出現在影片中。同年美國電影學會頒給他終身成就獎。卡普拉在好萊塢星光大道有屬於他的星。1986年，法蘭克·卡普拉獲頒国家艺术奖章。
卡普拉曾主持1936年奧斯卡頒獎典禮。1936年至1939年間，曾任美國影藝學院主席。1958年擔任柏林影展評委會主席。1960年至1961年間，任美國導演工會主席。1980年代以後健康逐漸欠佳的法蘭克·卡普拉，於1991年以94歲高齡，在睡夢中心臟病發去世。他將部分農場地產遺贈母校加州理工學院。

## 個人生活
法蘭克·卡普拉是共和黨支持者。他是一名天主教徒。卡普拉堅定反對墮胎，並捐款支持生命優先團體以推動人類生命修正案。
法蘭克·卡普拉的第一任妻子是女演員Helen Howell，可是Howell在發現自己無法生育後開始躁鬱，最後演變為酗酒，此時的卡普拉成了一名工作狂以逃避家庭生活，他們最後在結婚4年後離異。1930年左右，卡普拉向他捧紅的女主角，當時與丈夫分居中的芭芭拉·史坦維克求婚，但被拒絕，此後仍與史坦維克維持正常的工作關係。他與第二任妻子Lou Capra維持52年的婚姻直到她去世為止，他們育有4名子女。兒子小法蘭克·卡普拉（Frank Capra, Jr.）是一名製片場經理。孫子法蘭克·卡普拉三世（Frank Capra III）是一位電影及電視助理導演。

## 榮譽
- 奧斯卡最佳導演獎得獎
  - 《一夜風流》
  - 《富贵浮云》
  - 《浮生若夢》
- 奧斯卡最佳導演獎提名
  - 《一日貴婦》
  - 《史密斯先生到华盛顿》
  - 《生活多美好》
- 奧斯卡最佳紀錄片獎得獎    
  - 《戰爭序幕》
- 奧斯卡最佳影片獎得獎    
  - 《一夜風流》
  - 《浮生若夢》
- 奧斯卡最佳影片獎提名 
  - 《富贵浮云》
  - 《消失的地平线》
  - 《史密斯先生到华盛顿》
  - 《生活多美好》
- 美國電影學會終身成就獎
- 金球獎最佳導演獎
  - 《生活多美好》
- 美國導演工會終身成就獎
- 美國導演工會最佳導演獎提名
  - 《合家欢（英语：A Hole in the Head）》
  - 《錦囊妙計》
- 威尼斯電影節特別推薦獎
  - 《富贵浮云》
- 威尼斯電影節最佳影片獎提名［當時称作墨索里尼盃（Mussolini Cup）］
  - 《一夜風流》
  - 《富贵浮云》
- 金獅獎終身成就獎
- 好萊塢星光大道
- 優異服務勳章
- 美國國家藝術獎章

### 美國國家電影保護局典藏
- 強者（1926年）
- 一夜風流（1934年）
- 史密斯先生到华盛顿（1939年）
- 战争序幕（1942年）
- 生活多美好（1946年）

### 美國電影學會百年百大系列
- 美國電影學會百年最偉大影片“2007年新版”
  - 生活多美好...# 20
  - 史密斯先生到华盛顿...# 26
  - 一夜風流...# 46
- 美國電影學會百年百大電影勵志類
  - 生活多美好...# 1
  - 史密斯先生到华盛顿...# 5
  - 風雲人物 ...# 49
  - 富貴浮雲...# 83
- 美國電影學會百年百大電影愛情類
  - 生活多美好...# 8
  - 一夜風流...# 38
- 美國電影學會百年百大電影喜劇類
  - 一夜風流...# 8
  - 毒藥與老婦...# 30
  - 富貴浮雲...# 70
- 美國電影學會百年百大銀幕英雄與反派（AFI's 100 Years... 100 Heroes and Villains）
  - 百年五十大銀幕英雄
  - 生活多美好...George Bailey ...# 9
  - 史密斯先生到华盛顿...Jefferson Smith ...# 11
  - 百年五十大銀幕反派
  - 生活多美好...Mister Potter ...# 6
- 美國電影學會AFI百年各類型電影十大佳片
  - 奇幻類
    - 生活多美好...# 3

  - 浪漫喜劇類
    - 一夜風流...# 3

## 主要作品
- 《強者》(The Strong Man) (1926年)
- 《银发女郎》(Platinum Blonde) (1931年)
- 《阎将军的苦茶》(The Bitter Tea of General Yen) (1933年)
- 《一日貴婦》(Lady for a Day) (1933年)
- 《一夜風流》(It Happened One Night) (1934年)
- 《百老汇比尔》(Broadway Bill ) (1934年)
- 《富貴浮雲》(Mr. Deeds Goes to Town) (1936年)
- 《消失的地平线》(Lost Horizon) (1937年)
- 《浮生若夢》(You Can't Take It With You) (1938年)
- 《史密斯先生到华盛顿》(Mr. Smith Goes to Washington) (1939年)
- 《風雲人物》(Meet John Doe) (1941年)
- 《毒藥與老婦》(Arsenic and Old Lace) (1944年)
- 《生活多美好》(It's a Wonderful Life) (1946年)
- 《聯邦一州》(State of the Union) (1948年)
- 《香城艳史》(Riding High) (1950年；翻拍自《百老汇比尔》)
- 《喜临门》(Here Comes the Groom) (1951年)
- 《合家歡》(A Hole In The Head) (1959年)
- 《錦囊妙計》(Pocketful of Miracles) (1961年；翻拍自《一日贵妇》)

## 外部連結
- 法蘭克·卡普拉在互联网电影资料库（IMDb）上的資料（英文）
- 法蘭克·卡普拉在豆瓣上的资料（简体中文）
- TCM电影资料库上法蘭克·卡普拉的资料（英文）
- Capra Smith and Doe: Filming the American Hero from American Studies at the University of Virginia
- Bibliography （页面存档备份，存于）
- Capra before he became "Capraesque" BFI Sight & Sound magazine November 2010 article on Capra's early career, by Joseph McBride
- YouTube上的Frank Capra accepts Life Achievement Award
- YouTube上的James Stewart at the "Tribute to Frank Capra"
- YouTube上的Bette Davis at the "Tribute to Frank Capra"
- YouTube上的Jack Lemmon at the "Tribute to Frank Capra"
- YouTube上的Frank Capra receiving Academy Awards
  - YouTube上的Discussing Lost Horizon on Dick Cavett Show
- Frank Capra at the 1971 San Francisco International Festival